# Brachylomia cinerea
Brachylomia cinerea là một loài bướm đêm trong họ Noctuidae.